# Polonia Warschau

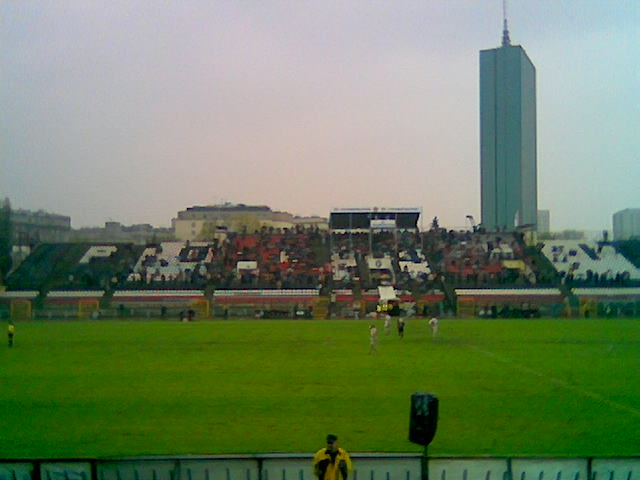
Zicht op het veld vanaf de hoofdtribune.

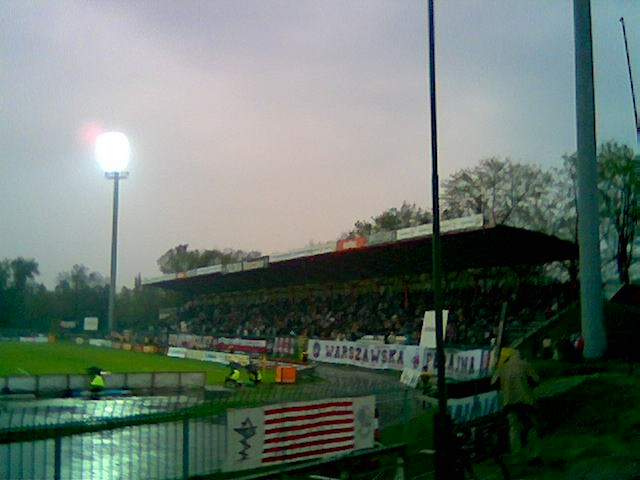
De hoofdtribune van Stadion Polonii.

Polonia Warschau (Pools: Polonia Warszawa [uitspraak: [pɔˈlɔɲja varˈʂava]]), is een Poolse voetbalclub uit Warschau. Het is de tweede club uit de hoofdstad, achter Legia Warschau. De club is opgericht in de herfst van 1911 en speelt in de clubkleuren zwart/wit/rood/zwart.
In 1921 was de club een van de medeoprichters van de Poolse competitie. Na de Tweede Wereldoorlog werd de club voor het eerst landskampioen. Zes jaar later won de club ook voor het eerst de beker. Echter datzelfde jaar degradeerde de club uit de hoogste klasse en zou er pas 41 jaar later weer in slagen te promoveren. Na één seizoen degradeerde de club en in 1996 promoveerde de club opnieuw om nu tien seizoenen in de hoogste klasse te blijven en een tweede landstitel binnen te halen. In 2006 degradeerde de club en in 2008 nam Polonia de plaats van Dyskobolia Grodzisk in de hoogste klasse over. Wegens financiële problemen werd de club eind mei 2013, ondanks een zesde plaats, uit de Ekstraklasa gezet en werd op 20 juni 2013 failliet verklaard.
De club moest verder in de IV liga en promoveerde in 2016 weer naar de II liga, echter degradeerde de club weer na één seizoen.

## Erelijst
- Pools landskampioenschap (2x):

1946, 2000
- Poolse beker (2x):

1951/52, 2000/01
- Liga beker (1x):

1999/2000
- Poolse Supercup (1x):

2000

## In Europa
Polonia Warschau speelt sinds 1997 in diverse Europese competities. Hieronder staan de competities en in welke seizoenen de club deelnam:
- Champions League (1x)

2000/01
- Europa League (1x)

2009/10
- UEFA Cup (4x)

1998/99, 2000/01, 2001/02, 2002/03
- Intertoto Cup (3x)

1997, 1999, 2003

## Overzicht seizoenen
| Competitie  | Aantal | Periode (1921-1939, 1947-2020)                                                                                     |
| ----------- | ------ | --- |
| Ekstraklasa | 37     | 1921-1923, 1925-1932, 1934-1935, 1938, 1947-1952, 1993-1994, 1996-2006, 2008-2013                                  |
| I liga      | 20     | 1933, 1936-1937, 1953-1954, 1959-1961, 1974-1976, 1977-1979, 1982-1983, 1984-1985, 1991-1993, 1994-1996, 2006-2008 |
| II liga     | 29     | 1955-1958, 1962-1974, 1976-1977, 1979-1982, 1983-1984, 1985-1991, 2016-2017                                        |
| III liga    | 5      | 2014-2016, 2017-....                                                                                               |
| IV Liga     | 1      | 2013-2014 |

## Spelers
- Marek Citko
- Dariusz Dziekanowski
- Marcin Jałocha

- Emmanuel Olisadebe
- Ebi Smolarek
- Michał Żewłakow

- Marcin Żewłakow